# Thomas McKittrick
Thomas Harrington McKittrick (* 14. März 1889 in St. Louis, Missouri; † 21. Januar 1970) war ein US-amerikanischer Anwalt und Bankier. Er vertrat vor allem die Interessen der Rockefeller-Banken in Europa.

## Leben
Er studierte in Harvard und an der St. Louis University. Im Jahr 1919 trat er in den Dienst der National City Bank in New York und arbeitete nach dem Ersten Weltkrieg für die New Yorker Anwaltsfirma Lee, Higginson & Co. In dieser Zeit beteiligte er sich auch an Verhandlungen über die Reparationszahlungen Deutschlands. 
1939 wurde er zum Präsidenten der Bank für Internationalen Zahlungsausgleich in Basel gewählt, die enge und fragwürdige Kontakte mit Nationalsozialisten ermöglichte. Diese Stellung hatte er bis zum Ende des Zweiten Weltkrieges inne. 
Von 1946 bis 1954 arbeitete McKittrick für die Chase National Bank in New York, danach für die International Bank for Reconstruction and Development, u. a. in Indien.
Seine nachgelassenen Papiere liegen in der Baker Library in Harvard.